# Каратал (річка)
Карата́л (каз. Қаратал) — річка в Казахстані, друга за довжиною і площею водозбірного басейну після річки Ілі. Протікає в напрямку північного заходу теренами Єскельдинського і Каратальського районів Алматинської області. Належить до безстічного Балхаш-Алакольського басейну. Довжина цієї водної артерії становить 390 км, водозбірна площа її басейну сягає 19 100 км². Каратал має велике екологічне та господарське значення, оскільки забезпечує близько 10 % об'єму озера Балхаш і використовується для зрошення великих площ сільськогосподарських угідь.
Від назви цієї річки походить ряд місцевих топонімів, включно із назвами району, городища і села. Її власна назва в перекладі з казахської означає «чорна верба». Частину Каратала до впадіння в нього річки Уштарак раніше називали Нуртайозе́к.

## Географія
Каратал знаходиться на крайньому сході Казахстану в прикордонних з Китаєм районах, які називають Семиріччям. Його витік являє собою місце злиття трьох невеликих гірських річок, Кори, Текелінки (Теклі—арика) і Чаджі, що беруть початок у льодовиках на південно-західному схилі Джунгарського Алатау. На відтінку перших 160 км Каратал має вигляд типово гірського потоку: він протікає між крутими схилами, має доволі швидку течію і кам'янисте дно. У верхній і середній течії Каратал вбирає у себе численні притоки: Кару, Теректи, Лабу, Баликти, Мокур, Картой, Єркин, Коксу, Бижи тощо. Останні дві особливо повноводні річки впадають в нього з лівого боку, відповідно, біля сіл Кенарал і Канабек. Нижче місця впадіння Коксу Каратал стає дуже повноводним.

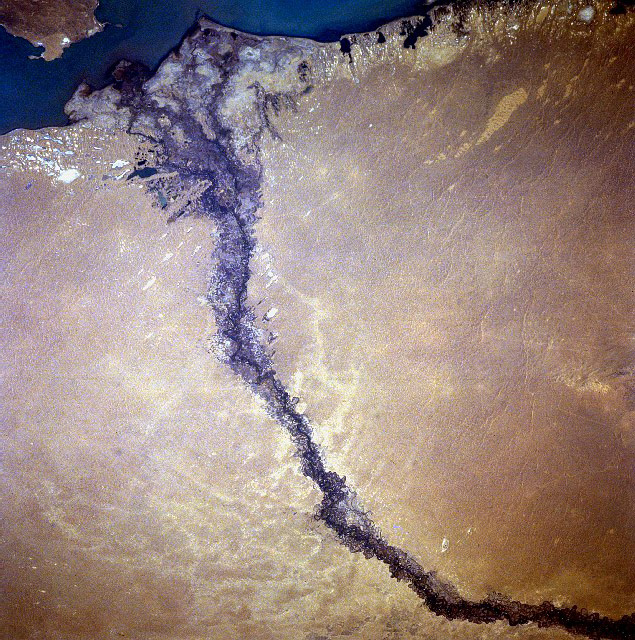
Супутникове фото дельти Каратала.

Нижня течія Караталу на відтінку в приблизно 180 км пролягає степовими рівнинами. У цій місцевості річка набуває типово рівнинного вигляду: її річище ширшає, течія уповільнюється і починає меандрувати (петляти). Лівобережжя Караталу тут межує із пустелею Сариєсик-Атирау, до нього також дотичні піщані масиви Мойинкум, Жаманкум, Бестас, Люккум. Каратал впадає в східну частину Балхаша з південного боку, утворюючи широку дельту протяжністю 40 км. В давнину у ній вирізняли два рукави: більший впадав у Балхаш поблизу піщаних горбів Ак-Тюбе, менший ніс свої води через озеро Калган-куль. У XV сторіччі течію головного рукава спрямували в зрошувальні канали, тому в сучасний період він майже пересох. Натомість менший рукав перетворився на головний потік, крім нього, в сучасній дельті Каратала розрізняють ще чотири невеликих рукави.

## Гідрологія
Живлення цієї річки мішане. У верхів'ях воно здебільшого льодовикове-снігове, у середній і нижній течії допоміжну роль відіграють ґрунтові води і підземні джерела. Відмінності в джерелах стоку обумовлюють різний гідрологічний режим верхів'їв і понизь Каратала. Інтенсивне танення снігу у високогір'ях спричинює паводки, а в окремих випадках і селі, пік яких припадає на червень — липень. Швидкість течії неподалік витоку Каратала становить близько 7 км/год, максимальна глибина в середині літа (тобто в паводковий період) може сягати 6 м. У вересні глибина річки у верхів'ях значно зменшується, в жовтні вона міліє настільки, що в багатьох місцях її можна перейти вбрід. Замерзає Каратал у грудні, а скресає в березні.
У середній течії гідрологічний режим змінюється. Тут Караталу вже не властиві сезонні коливання рівня води, річка залишається весь рік доволі повноводною (непрохідною для пішої людини). Середня ширина річища Караталу становить близько 40 м. За одними джерелами, середньорічна витрата води у Каратальскому районі (без уточнення місця вимірювань) становить 19,9 м/с, за іншими відомостями, поблизу міста Уштобе вона сягає вже 66,7 м/с. Слід зазначити, що поблизу гирла течія Каратала уповільнюється до 3 км/год. Відповідно до зміни гідрологічного режиму змінюються і фізико-хімічні властивості каратальської води. Якщо у верхів'ях вона чиста, холодна, прозора, з блакитнуватим відтінком, то на рівнинних ділянках стає теплою, жовтаво-сірою і дуже каламутною. Низька прозорість обумовлена природними й антропогенними чинниками. Природна причина каламутності — винос течією алювіального матеріалу, зокрема, піску, який відкладається в меандрах у вигляді кіс і в дельті у вигляді наносів. Антропогенні чинники стали впливати на гідрохімію річки з другої половини XX століття, коли на сході Казахстану інтенсифікувалося землеробство. До таких відносять високий вміст у воді розчинних добрив, пестицидів, органіки, які негативно впливають на мікрофлору Караталу і утруднюють біологічне самоочищення води.

## Флора і фауна
Ландшафти долини Караталу різноманітні. У верхів'ях вони типово гірські, тут круті схили вкриває густий ліс. На берегах річки зростають здебільшого ялинники і лише де-не-де трапляються березини. На рівнинній частині береги Караталу набувають пустельного вигляду. Тут лежать просторі ділянки пісків зі слабо розвинутою рослинністю, представленою поодинокими деревцями саксаулів, маслинки вузьколистої і заростями солекуща сріблястого. У пониззях зарості маслинки густішають, перетворюючись на густі прирічкові гаї. Крім неї, тут з'являються гаї з місцевого виду тополі Populus euphratica, так званої «тура́нги». Ділянки заплавних лук невеликі та низькопродуктивні, оскільки травостій на них складають малоцінні осока і комиш. За 12 км від старого гирла річки серед пісків лежать невеликі солоні озера Каратиген. Дельта Караталу являє собою болотисті зарості очерету.
У водах Караталу водяться цінні види риб: білизна звичайна, сом, осетрові тощо. Важкодоступна для людей і техніки дельта слугує сховком для численних пернатих. Тут в очеретяних хащах мешкають різноманітні кулики, мартини, качки, пелікани, чаплі і баклани.

## Значення
Оскільки Каратал несе чисті льодовикові води до сухих безплідних рівнин, він надзвичайно важливий з природоохоронної і гідрологічної точки зору. Здавна уздовж його річища виникали людські осередки. Серед сучасних населених пунктів в долині Каратала переважають аули (села). Найбільші з прирічкових поселень — міста Талдикорган і Уштобе, а також селище міського типу Карабулак. Для забезпечення енергетичних потреб цих населених пунктів на Караталі збудовано каскад малих гідроелектростанцій. Через річку прокладено два великих мости: автомобільний на трасі Алмати — Усть-Каменогорськ і залізничний біля Уштобе.
В давнину через брак води місцеве населення віддавало перевагу скотарству. Уздовж річки та її приток кочувало плем'я джалаїрів, які розводили коней, верблюдів, овець і велику рогату худобу. Для захисту від гнусу коней з верблюдами влітку перегоняли в гори, а овець і корів залишали у долинах. У XIX сторіччі на озерах Каратиген добували щорічно кількадесят тисяч пудів солі, яку в Семиріччі вважали найкращою. Навіть в дельті Караталу з приблизно 160 км² рівнин для землеробства була придатна лише половина, решта території являла собою або непрохідні болота, або безплідні піски. Отже, таке природокористування обмежувало ріст населення в регіоні, однак було сприятливим для місцевої природи.
Для подолання дефіциту водних ресурсів вже у XV столітті від дельти річки проклали канали для зрошення навколишніх ланів і вже тоді ця іригація негативно вплинула на її стан (змінилася конфігурація рукавів). У радянський період, коли в Казахстані значно зросла площа сільськогосподарських угідь, у долині Караталу почали вирощувати рис і цукрові буряки, чия агротехніка вимагає значної кількості води. У 1980—1990-х роках Каратал зрошував 120 000 га земель Єскельдинського, Коксуського і Каратальского районів. Станом на 2005 рік площа зрошуваних земель у басейні цієї річки становила 80 000 га. Значні витрати води на побутові потреби в населених пунктах і, особливо, зрошення призвели до істотного обміління річки. А так як Каратал є одним з найголовніших постачальників прісної води в Балхаш, то його обміління вплинуло і на гідрологію озера також. З кінця XX століття фіксують збільшення мінералізації східної частини Балхаша, а в самому Караталі — забруднення води агрохімікатами. Ця проблема породила ще одну: обмілілі рукави дельти стали сильно заростати очеретом, непрохідні хащі якого утруднили, а подекуди і повністю перекрили стік води в озеро, внаслідок чого у пониззях почастішали паводки і стала гинути риба. Для боротьби з евтрофікацією в 2014 році влада Алматинської області створила меліоративний загін «Каратал» для розчищення очеретяних заторів і поглиблення річища. Завдяки його роботі вдалося каналізувати 13 км у дельті річки, повернути до сільськогосподарського використання 10 000 га земель. Позитивні зміни не забарилися — після цих заходів до Балхаша повернулася білизна, а в Караталі знов почали нереститися осетрові риби.